# Stellicola hochbergi
Stellicola hochbergi is een eenoogkreeftjessoort uit de familie van de Lichomolgidae. De wetenschappelijke naam van de soort is voor het eerst geldig gepubliceerd in 1996 door López-González & Pascual.